# Lola Wajnblum
Lola Wajnblum (* 22. Januar 1996) ist eine belgische Fußballnationalspielerin auf der Position einer Abwehrspielerin.

## Karriere

### Vereinskarriere
Wajnblum spielte für Standard Lüttich und RSC Anderlecht in der belgisch-niederländischen BeNe League. Mit Lüttich nahm sie an der Qualifikation der UEFA Women’s Champions League 2017/18 teil. Beim Turnier in Estland verpasste sie keine Minute und erzielte ein Tor beim 8:0-Sieg gegen den lettischen Meister FK RFS. Sie gewannen zwar auch gegen den estnischen Meister Pärnu JK, durch eine 0:3-Niederlage gegen den niederländischen Meister Ajax Amsterdam verpassten sie aber die K.-o.-Runde.
Im Juli 2022 kehrte sie zum RSC zurück.  In der Qualifikation für die Gruppenphase der UEFA Women’s Champions League 2022/23 scheiterte sie mit Anderlecht im Finale der ersten Runde an Kuopion PS durch eine Niederlage im Elfmeterschießen, vor dem sie bereits ausgewechselt war.
Zur Saison 2024/25 kehrte sie zu Standard Lüttich zurück.

### Nationalmannschaftskarriere
Wajnblum bestritt im Mai 2011 ein Spiel für die U-15-Mannschaft des Königlichen Belgischen Fußballverbands, verlor aber mit 0:4 gegen die nördlichen Nachbarn. Ende September/Anfang Oktober 2011 nahm sie mit der U-17-Mannschaft an der ersten Qualifikationsrunde zur U-17-Fußball-Europameisterschaft der Frauen 2012 teil. Bei den Siegen gegen Estland und Weißrussland erzielte sie je zwei Tore, womit sie beste Torschützin ihrer Mannschaft war. Das dritte Spiel gegen die Tschechinnen endete torlos, wodurch sie als Gruppensiegerinnen die zweite Runde erreichten. Hier kam sie im April 2012 in zwei Spielen zum Einsatz, konnte mit ihrer Mannschaft aber nur gegen die Schweiz einen Punkt gewinnen, aber kein Tor erzielen. Als Gruppenletzte verpassten sie die Endrunde. Für die U-17-Fußball-Europameisterschaft der Frauen 2013 konnten sich die Belgierinnen ohne sie qualifizieren, da sie mit der U-19 an der Qualifikation zur U-19-Fußball-Europameisterschaft der Frauen 2013 teilnahm. Beim Turnier der ersten Runde im Oktober 2012 in Kroatien steuerte sie das erste Tor zum 4:0-Sieg gegen die Färöer bei. Da sie zudem mit 1:0 gegen Kroatien gewannen und gegen die Ukraine ein torloses Remis erreichten, qualifizierten sie sich als Gruppenzweite für die zweite Runde. Diese fand im April 2013 in ihrer Heimat statt. Im ersten Spiel gegen Frankreich konnten sie den Heimvorteil aber nicht nutzen und verloren mit 0:2, so dass die Siege gegen die Schweiz, wozu sie ein Tor beitrug, und Russland nicht reichten, um die Endrunde zu erreichen. Bei der U-17-Endrunde der besten vier Mannschaften im Juni in Nyon war sie dann aber wieder und letztmals für die U-17 aktiv. Nach einer 1:3-Halbfinalniederlage gegen Polen verloren sie auch das Spiel um Platz 3 gegen Spanien mit 0:4.
Im September konnte sie sich dann mit der U-19 bei einem Turnier in Ungarn mit drei Siegen für die zweite Qualifikationsrunde zur U-19-Fußball-Europameisterschaft der Frauen 2014 qualifizieren und dabei auch ein Tor erzielen. Bei der zweiten Runde im April 2014 hatten sie Heimrecht und konnten dieses nutzen, um sich mit drei Siegen für die Endrunde zu qualifizieren. Diese fand im Juli in Norwegen statt. Die Belgierinnen verloren alle drei Gruppenspiele und schieden als Gruppenletzte aus. Im März 2015 bestritt sie dann noch zwei Freundschaftsspiele für die U-19 und bereits im November 2014 wurde sie bei einem Spiel der U-21-Mannschaft eingesetzt.
Erstmals in die belgische A-Nationalmannschaft berufen wurde Wajnblum im September 2015 für ein Freundschaftsspiel gegen Polen. Beim 5:0-Sieg am 16. September wurde sie in der 76. Minute eingewechselt. Auf den nächsten Einsatz musste sie dann aber zwei Jahre warten. Beim 12:0-Sieg gegen die Republik Moldau im ersten Spiel der Qualifikation für die WM 2019 wurde sie wieder in der 76. Minute eingewechselt. Sie wurde dann auch noch für die beiden nächsten Spiele im Oktober nominiert, aber nicht eingesetzt und dann 16 Monate lang nicht nominiert. Erst beim Zypern-Cup 2019 wurde sie wieder berücksichtigt. Im ersten Gruppenspiel gegen die Slowakei spielte sie auch erstmals über 90 Minuten, wurde dann aber erst wieder im Spiel um Platz 3 gegen Österreich eingewechselt, das nach torlosen 90 Minuten im Elfmeterschießen gewonnen wurde. Im Herbst wurde sie für drei Spiele in der Qualifikation für die EM 2022 nominiert, aber nicht eingesetzt. Beim Algarve-Cup 2020 kam sie dann in allen drei Spielen zum Einsatz, wobei sie zweimal ein- und einmal ausgewechselt wurde.  Am 18. September 2020 hatte sie dann nach der COVID-19-bedingten Länderspielpause ihren ersten 13-minütigen Pflichtspieleinsatz beim 6:1-Sieg in der EM-Qualifikation gegen Rumänien. Auch für die beiden für den Gruppensieg und die direkte Qualifikation wichtigen Spiele gegen die Schweiz wurde sie nominiert, aber nicht eingesetzt. Durch einen 4:0-Sieg gegen die Schweiz im letzten Gruppenspiel gelang den Belgierinnen die Qualifikation für die Endrunde. Im September und Dezember 2020 wurde sie noch mal nominiert, aber nicht eingesetzt. Danach wurde sie noch nicht wieder berücksichtigt.

## Erfolge

### Vereinserfolge
mit Standard Lüttich
- Belgische Supercupsiegerin 2012/2013
- Belgische Pokalsiegerin 2017/2018

mit Anderlecht
- Belgische Meisterschaft 2022/23, 2023/24